# Волошка перлиста
Воло́шка перлиста, блават шарлай, волошка шарлай (Centaurea margaritacea) — трав'яниста рослина родини айстрових.

## Біологія виду
Гемікриптофіт. Дворічник або озимий однорічник 40–120 см заввишки. Стебла прямостоячі, від середини дуже розгалужені, як і листки густо-павутинисто запушені. Листки пірчасторозсічені на вузьколінійні сегменти. Обгортки кошиків кулясті, до 20 мм завдовжки, золотисті від однокольорових шовковисто-кремових придатків їх листочків. Зовнішні лійкоподібні квітки кремові, внутрішні трубчасті — майже білі. Сім'янки світло-бурі. Цвіте у червні-липні. Плодоносить у липні-серпні. Розмножується насінням.

## Поширення
Нижнє Побужжя. Зараз повністю зник на р. Південний Буг біля с. Петрове-Солониха Миколаївського р-ну (locus classicus). Єдиний на сьогодні локалітет виявлений на лівому березі р. Інгул в околицях c. Мішкове-Погорілове. Росте на відкритих (прирічкових) пісках у заплавах річок Південний Буг та Інгул. Ксерофіт. Псамофіт.

## Статус виду
Вузьколокальний вид, представник зникаючого комплексу нижньобузьких пісків. Занесений до Європейського Червоного списку (1991), Червоної книги України. Необхідно постійно контролювати стан популяцій, рекомендується вирощувати вид у ботанічних садах. У 2005 р. Миколаївською обласною радою затверджено «План дій зі збереження перлистих волошок на Миколаївщині». Охороняється у заказнику місцевого значення «Мішково-Погорілове».

## Історія
Провідний дослідник роду волошка на теренах України Дарія Микитівна Доброчаєва розповіла про випадок, який стався з нею і стосувався волошки перлистої, на етикетці якої в гербарії міста Миколаєва щодо її місцезнаходження було написано: «піски за вокзалом». А за вокзалом пісків уже давно не було, адже місто розрослося, змінилася екологія довкілля. Довго шукала Дарія Микитівна цю волошку, втомилася і натрапила на палісадник якогось дитячого садка, сіла і зненацька побачила волошку перлисту. «Я їй вклонилася», — розповідала професор Доброчаєва.